# الريادة المصرية للتدريب والتنمية

شعار مؤسسة الريادة المصرية للتدريب والتنمية

## مقدمة:
في قلب محافظة سوهاج، وُلدت مؤسسة الريادة المصرية للتدريب والتنمية ككيان أهلي يعمل تحت مظلة القانون رقم 149 لسنة 2019، حاملة على عاتقها رسالة سامية " بناء الإنسان المصري وتنمية المجتمع نحو وطن يليق بعظمة مصر وتاريخها " .

## رؤيتنا:
نسعى إلى بناء مجتمع مصري متكافل، مثقف، منتج، تتحقق فيه مبادئ العدالة الاجتماعية والتنمية المستدامة، من خلال تمكين الأفراد وتطوير مهاراتهم وتوفير بيئة داعمة للنمو.

## رسالتنا:
نلتزم بتحقيق تنمية شاملة في مختلف جوانب الحياة، من خلال:
تقديم الدعم التعليمي، الصحي، والاجتماعي
بناء قدرات الأفراد وتمكين الفئات الأكثر احتياجًا
إطلاق مبادرات فعالة ومستدامة تخدم الوطن والمواطن

## أهدافنا:
الارتقاء بمستوى التعليم والتدريب المهني
تقديم خدمات اجتماعية وصحية متكاملة وخاصة لذوي الهمم
دعم الأسر الفقيرة وتمكين المرأة والشباب
حماية البيئة وتعزيز ثقافة الاستدامة
ترسيخ مفاهيم حقوق الإنسان والمواطنة
الاهتمامات والأولويات:
المساعدات الاجتماعية
الخدمات الصحية والتعليمية
التدريب المهني والتمكين الاقتصادي
حماية البيئة
الدفاع الاجتماعي
الصداقة بين الشعوب
حقوق الإنسان
رعاية المسنين والأيتام
دعم ذوي الهمم
محو الأمية وتنمية المهارات
المبادرات الثقافية والدينية والأدبية

## شعارنا:
الاخلاق -  العطاء -  المسؤولية         
- -     -  مـصـر تستحق ***

## الميادين والانشطة:
تعمل المؤسسة  في ميادين العمل آلاتية :- المساعدات الاجتماعية - الدفاع الاجتماعي - حماية البيئة والمحافظة عليها - أصحاب المعاشات - التنظيم والإدارة - تنظيم الأسرة - الصداقة بين الشعوب - الخدمات الصحية - التنمية الاقتصادية - الفئات الخاصة والمعاقين - الخدمات التعليمية - رعاية الطفولة والأمومة - الخدمات الثقافية و العلمية و الدينية - النشاط الأدبي - حماية المستهلك - رعاية المسجونين وأسرهم - حقوق الإنسان - رعاية الأسرة - رعاية الشيخوخة.

## ميدان عمل المساعدات الاجتماعية:
شراء سيارة وتجهيزها لنقل ودفن الموتى
إقامة مراكز التدريب المهني على الحرف المهنية
إنشاء دور للمناسبات
كفالة اليتيم
انشاء اسواق خيرية
اقامة اسواق ومعارض خيرية بعد موافقة الجهات المختصة
تقديم المساعدات المادية والعينية
تجهيز عرائس
تقديم المساعدات الطبية والاجتماعية وتركيب الاطراف الصناعية والمساهمة في توصيل المرافق (المياه – الكهرباء ) وبناء واعادة تأهيل المنازل للأسر الفقيرة بتعاون مع الجهات الحكومية ومؤسسات المجتمع المدني                                                                                                                  .
تقديم المساعدات الطبية ( عمليات مياه بيضاء – مياه زرقاء – عمليات قلب مفتوح )
ميدان عمل الدفاع الاجتماعي
عقد الندوات واللقاءات وورش العمل للتوعية ضد المخدرات والمسكرات وطرق مكافحتها
اقامة اندية للدفاع الاجتماعي
اقامة مراكز للتوعية بأضرار المخدرات والمسكرات
اقامة دور لإيواء المتسولين والقاصرات وأطفال الشوارع
انشاء مراكز للتخاطب وتعديل السلوك وتنمية المهارات والخدمات النفسية وعلاج الادمان
ميدان عمل حماية البيئة والمحافظة عليها
تنظيم المرور
تخطيط تنفيذ المبادرات
المشاركة في صيانة المرافق العامة
حملات ومشروعات التشجير والتجميل والتحسين البيئي
عقد الندوات
القيام بكافة الأنشطة التي تخص حماية البيئة والمحافظة عليها
ميدان عمل أصحاب المعاشات
تقديم كافة الخدمات والرعاية للفئات المحالين على المعاش.
أندية لكبار السن – دار إيواء لكبار السن – دور ضيافة لكبار السن
إقامة دور الاستضافة للسيدات المعنفات والسيدات بلا مأوي
ميدان عمل التنظيم والإدارة
تقديم البرامج والدورات التدريبية على التسويق
تقديم البرامج والدورات التدريبية على إعداد دراسات الجدوى
تقديم البرامج والدورات التدريبية على مكافحة الفساد والإصلاح الإداري
تقديم البرامج والدورات التدريبية على التنمية الإدارية
تقديم البرامج والدورات التدريبية على أساليب الإدارة الحديثة
ميدان عمل تنظيم الأسرة
الانشطة والوسائل السمعية والبصرية حول مجالات وطرق تنظيم الاسرة
إقامة الندوات وورش العمل لتوعية الجماهير حول مجالات وطرق تنظيم الاسرة
عقد الدورات التدريبية المتخصصة في الطرق الصحية السليمة لتنظيم الاسرة
تنفيذ البرامج والتدريبات الخاصة بالصحة الإنجابية.
ميدان عمل الصداقة بين الشعوب
ندوات وورش عمل
تقديم كافة الأنشطة التي تساعد في التعرف بالدول الأخرى والتي من شأنها تقوية العلاقات الثقافية والاجتماعية
تبادل الوفود والزيارات
ميدان عمل الخدمات الصحية
تجميع الأدوية الزائدة وتوزيعها على المحتاجين من خلال المختصين
إنشاء المستوصفات الطبية
إقامة دور الاستضافة للمرضى وذويهم
انشاء مراكز حضانات للأطفال المبتسرين
المشاركة في القوافل الطبية
انشاء مراكز التأهيل والعلاج الطبيعي
ميدان عمل التنمية الاقتصادية
تقديم الخدمات الحكومية والالكترونية للمواطنين بعد موافقة الجهات المختصة
انشاء مشغل خياطة
إقامة مشروعات للتدريب التحويلي والحرفي والمهني لتدريب الأفراد
إقامة المشروعات لتشغيل الشباب والمرأة والخرجين الجدد
التعامل مع الهيئات والمؤسسات المانحة للحصول على مبالغ في صورة قروض او منح لإعادة تدويرها ومنحها قروض للعملاء
ممارسة التمويل متناهي الصغر وتمويل المشروعات الصغيرة
الدعم الفني والتدريب وتطوير القدرات والانشطة
تنمية المجتمعات المحلية
انشاء محطات تحلية مياه الشرب وتركيب عدادات المياه
انشاء وحدات سكنية بعد موافقة الجهات المختصة
انشاء شركات بعد موافقة الجهات المختصة
استصلاح الاراضي الزراعية وتقديم الخدمات الزراعية واستراد المعدات ومستلزمات الزراعة وعمل ندوات زراعية وخدمات بيطرية.
إقامة مزارع سمكية ومزارع تربية الدواجن والمواشي ومناحل بعد موافقة الجهات المختصة
انشاء مزارع لتربية دودة القز لصناعة الحرير
اقامة مراكز تدريب علي الحرف المهنية والتدريب المهني وتطوير برامجه وتنمية مهارات الموارد البشرية وفق للمعايير الدولية بما يتوافق مع احتياجات سوق العمل بعد موافقة الجهات المختصة
ميدان عمل الفئات الخاصة والمعاقين
رعاية المكفوفين
إقامة مراكز للتثقيف الفكري
تقديم البرامج والدورات التدريبية على أساليب التدخل المبكر مع ذوى الإعاقة
تقديم الخدمات والتدريبات و الأنشطة اللازمة لتأهيل ذوى الاعاقة ودمجهم بالمجتمع
إقامة دور الحضانة لذوى الإعاقة
استضافة نهارية للأطفال ذوى الاعاقة
انشاء مراكز للتخاطب وتعديل السلوك وتنمية المهارات والخدمات النفسية لذوى الاحتياجات الخاصة
تقديم البرامج والتدريبات والاستشارات للمراكز والجهات المعنية بتقديم خدمات نفسية وتأهيل ذوى الاعاقة
ميدان عمل الخدمات التعليمية
إقامة المعاهد والكليات والمدارس
انشاء فصول مدارس الاحد بعد موافقة الجهات المختصة
انشطة التدريب
دورات تدريبية في الكمبيوتر وتكنولوجيا المعلومات
دورات تدريبية في اللغات
دورات تدريبية في تنمية الموارد البشرية
انشاء مراكز التدريب
دورات تدريبية متخصصة
تقديم دورات التحول الرقمي
كتابة المقترحات والبرامج والتدريبات
تقديم التدريبات الخاصة بكتابة المقترحات وإدارة المشروعات التنموية
تقديم تدريبات إدارة الاعمال
تنفيذ مبادرات محو الامية وتعليم الكبار
تقديم دورات التأهيل المهني
اقامة مراكز تدريب علي الحرف المهنية والتدريب المهني وتطوير برامجه وتنمية مهارات الموارد البشرية وفق للمعايير الدولية بما يتوافق مع احتياجات سوق العمل بعد موافقة الجهات المختصة.
ميدان عمل رعاية الطفولة والأمومة
إنشاء دور حضانة
انشاء حضانة تابعة لوزارة التضامن الاجتماعي
انشاء رياض اطفال كجي2 كجي1 تابعة لأشراف التربية والتعليم
إنشاء دور لرعاية الأيتام وخدمة الرعاية البديلة
إنشاء حدائق للأطفال
إنشاء أندية للأطفال
إنشاء مكتبات للأطفال
استضافة نهارية للأطفال
استضافة كاملة لكافة الفئات العمرية
تنفيذ البرامج والخدمات والأنشطة للتوعية بحقوق المرأة و الطفل
ميدان عمل الخدمات الثقافية و العلمية و الدينية
رعاية الموهوبين والمتفوقين
تقديم تدريبات متنوعة للطلبة والخريجين للتأهيل لسوق العمل
توفير مساحة للطلبة والخريجين لممارسة الانشطة الترفيهية
توفير مساحة للطلبة والخريجين للتطوع واكتساب خبرات تنموية
إقامة الندوات والمحاضرات الثقافية والعلمية والدينية
إنشاء فصول محو أمية
دورات تدريبية في تعليم وصيانة الحاسب الآلي
المشاركة في معارض الكتب والانشطة الثقافية
تنظيم الرحلات الثقافية والعلمية للأعضاء
إنشاء نادى اجتماعي للأعضاء
اقامة ندوات وحفلات ومهرجانات للأعضاء
إصدار مجلة أو نشرة تعبر عن أنشطة الجمعية
إنشاء المكاتب الثقافية والعلمية والدينية
عرض مصنفات الحاسب الآلي علي اجهزة البلاي ستيشن بعد موافقة الجهات المختصة
عرض وتداول البرمجيات وتشغيلها والتدريب عليها بعد موافقة الجهات المختصة
عرض مصنفات الحاسب الآلي عن طريق الانترنت بعد موافقة الجهات المختصة
استخدام مصنفات ترفيهية علي اجهزة الحاسب الآلي بعد موافقة الجهات المختصة
انتاج البرامج واعمال التوصيف والتحليل والتصميم للبرمجيات وقواعد البيانات والتطبيقات بمختلف انواعها واعمال انتاج وتطوير البرامج والتطبيقات وانشاء قواعد البيانات ونظم المعلومات الالكترونية وتشغيلها والتدريب عليها، وانتاج المحتوى الالكتروني بصورة المختلفة من صوت وصورة وبيانات ، وادخال البيانات علي الحاسبات بالوسائل الالكترونية، واعمال التوصيف لنظم الحاسب بمختلف انواعها، و انتاج وتطوير النظم المدمجة وتشغيلها والتدريب عليها بعد موافقة الجهات المختصة.
تقديم البرامج والدورات التدريبية علي اساليب العلاج النفسي
تقديم البرامج والدورات التدريبية المطلوبة لرخصة مزاولة مهنة معالج نفسي
تقديم البرامج والتدريبات علي استخدام المقاييس النفسية
تقديم المشورة والخدمات النفسية والاسرية والدعم النفسي لكافة فئات المجتمع
اطلاق قناة مرئية / مسموعة تعبر عن أنشطة المؤسسة
تقديم دورات للمقبلين علي الزواج
ميدان عمل النشاط الأدبي
الحلقات النقاشية والورش
العروض الفنية
المسرحيات الادبية
تنفيذ الانشطة المتعلقة بالمجال الادبي والفني
ميدان عمل حماية المستهلك
عقد الندوات والدورات حول كيفية المعاونة في رفع جودة الصناعة
عقد الندوات والدورات حول محاربة الغش والتهرب الضريبي
عقد الندوات والدورات حول توعية الجماهير بحقوقهم
ميدان عمل رعاية المسجونين وأسرهم
المساهمة في إعداد المشروعات المختلفة لأسرة المسجونين
رعاية المسجونين
رعاية أسر المسجونين
إقامة مراكز لتدريب المفرج عنهم على الحرف المهنية
ميدان عمل حقوق الإنسان
إجراء البحوث الميدانية
عقد الندوات والدورات حول مفاهيم وتطبيقات حقوق الإنسان
عقد الندوات والدورات والمحاضرات حول مبادئ حقوق الإنسان
ميدان عمل رعاية الأسرة
إقامة مراكز الأسر المنتجة
إقامة معارض أسر منتجة
إقامة مراكز التدريب المهني على الحرف المهنية
إقامة دور للمغتربات
إنشاء الأندية النسائية
إقامة مكاتب التوجيه والاستشارات الأسرية
إقامة الدورات التدريبية للرائدات الريفيات
رعاية رائدات الأعمال
ميدان عمل رعاية الشيخوخة
إنشاء دور ضيافة
إنشاء أندية للمسنين
إنشاء دور لإيواء المسنين